# Uma Montanha do Tamanho do Homem
Uma Montanha do Tamanho do Homem (Portugiesisch für: Ein Berg so groß wie der Mensch) ist ein Dokumentarfilm des portugiesischen Regisseurs João Nuno Brochado aus dem Jahr 2014. Der unabhängig und mit kleinem Budget produzierte Film porträtiert das verlassene Dorf Drave, die Überschüsse aus dem Film gehen in den Erhalt des Dorfes.

## Handlung
Der Film zeigt das isolierte portugiesische Dorf Drave, das seit 2000 unbewohnt ist. Es wird seine Geschichte erzählt, durch Aussagen ehemaliger Bewohner und mit Hilfe historischer Aufnahmen.
Wesentlicher Teil des Films ist dabei die Geschichte und Wirkung des Dorfes aus Sicht früherer und heutiger Besucher (darunter Wanderer, Journalisten und Bewohner der Region) und aus Sicht der Pfadfinder, die den Ort seit 1992 regelmäßig besuchen und ihn seit 2000 erhalten.
Ehemalige Bewohner erzählen vom schweren, aber erfüllten früheren Leben im Dorf. Besucher und Pfadfinder beschreiben danach ihre früheren und heutigen Eindrücke von der hiesigen Natur und der Wirkung des verlassenen Dorfes auf sie.
Drave hat keinerlei Spuren modernen Lebens und ist nicht mit dem Auto zu erreichen.

## Rezeption
Der Film wurde am 25. Oktober 2014 veröffentlicht. Er wurde lediglich in einigen Sälen zu besonderen Anlässen gezeigt, lief aber nicht über einen landesweiten Verleih in den portugiesischen Kinos an. Dennoch wollten Tausende Menschen den Film sehen.
Die Erstauflage der DVD/Blu-ray-Doppeledition mit portugiesischer und englischer Tonspur erschien im Herbst 2014 und war danach mehrere Wochen Verkaufsspitzenreiter beim portugiesischen Handels-Marktführer Fnac. Es folgte eine zweite Auflage im März 2015.
Das Werk wurde danach mehrmals im zweiten Programm des öffentlich-rechtlichen Fernsehsenders RTP gezeigt.